# Tobias Kamke
Tobias Kamke, né le 21 mai 1986 à Lübeck, est un joueur de tennis allemand, professionnel depuis 2004.
Son meilleur classement en simple est 64e mondial, obtenu le 31 janvier 2011.
Il se voit attribuer, au titre de l'année 2010, l'ATP Award de la « révélation de l'année ».

## Carrière
Il a remporté 8 tournois Challenger en simple (Granby et Tiburon en 2010, Loughborough en 2011, Pétange en 2012 et 2013, Fürth en 2014, Liberec en 2015 et Kazan en 2016) et 3 tournois Future.
En 2014, il est sélectionné dans l'équipe d'Allemagne de Coupe Davis lors du quart de finale contre l'équipe de France. Il remporte le premier match contre Julien Benneteau en trois sets, avant de s'incliner sur le même score face à Jo-Wilfried Tsonga.
Il joue son dernier match en simple au challenger de Luedenscheid où il est battu le 28 juin 2022 par Marko Topo (4-6, 3-6). Son dernier match officiel a lieu en double au Tournoi de tennis de Hambourg 2022 avec son compatriote Dustin Brown, où ils sont battus au 1er tour par la paire Rohan Bopanna / Matwé Middelkoop, le 19 juillet 2022 (3-6, 2-6).

## Parcours dans les tournois duGrand Chelem

### En simple
| Année | Open d'Australie | Open d'Australie | Internationaux de France | Internationaux de France | Wimbledon       | Wimbledon        | US Open         | US Open          |
| ----- | ---------------- | ---------------- | ------------------------ | ------------------------ | --------------- | ---------------- | --------------- | ---------------- |
| 2008  | —                | —                | —                        | —                        | 1er tour (1/64) | Andreas Seppi    | —               | —                |
| 2009  | —                | —                | —                        | —                        | —               | —                | —               | —                |
| 2010  | —                | —                | 2e tour (1/32)           | Albert Montañés          | 3e tour (1/16)  | J.-W. Tsonga     | 1er tour (1/64) | P. Kohlschreiber |
| 2011  | 1er tour (1/64)  | P. Kohlschreiber | 2e tour (1/32)           | Viktor Troicki           | 2e tour (1/32)  | Andy Murray      | 1er tour (1/64) | Mardy Fish       |
| 2012  | 2e tour (1/32)   | A. Dolgopolov    | 1er tour (1/64)          | Roger Federer            | 1er tour (1/64) | Richard Gasquet  | 1er tour (1/64) | Lleyton Hewitt   |
| 2013  | 2e tour (1/32)   | S. Wawrinka      | 2e tour (1/32)           | Julien Benneteau         | 1er tour (1/64) | Julien Benneteau | 2e tour (1/32)  | Denis Istomin    |
| 2014  | 1er tour (1/64)  | Jack Sock        | 2e tour (1/32)           | Marin Čilić              | 1er tour (1/64) | Jan Hernych      | 1er tour (1/64) | Matthew Ebden    |
| 2015  | 1er tour (1/64)  | Bernard Tomic    | —                        | —                        | —               | —                | —               | —                |
| 2016  | —                | —                | 1er tour (1/64)          | Pablo Cuevas             | —               | —                | —               | —                |
| 2017  | —                | —                | —                        | —                        | —               | —                | —               | —                |
| 2018  | —                | —                | —                        | —                        | —               | —                | —               | —                |
| 2019  | —                | —                | —                        | —                        | —               | —                | 1er tour (1/64) | F. Verdasco      |

N.B. : à droite du résultat se trouve le nom de l'ultime adversaire.

### En double
| Année | Open d'Australie           | Open d'Australie     | Internationaux de France | Internationaux de France | Wimbledon                    | Wimbledon              | US Open                  | US Open                  |
| ----- | -------------------------- | -------------------- | ------------------------ | ------------------------ | ---------------------------- | ---------------------- | ------------------------ | ------------------------ |
| 2011  | 1er tour (1/32) R. Junaid  | M. Berrer F. Mayer   | —                        | —                        | —                            | —                      | —                        | —                        |
| 2012  | 1er tour (1/32) F. Nielsen | P. Andújar G. García | —                        | —                        | 1er tour (1/32) M. Bachinger | J. Delgado Ken Skupski | —                        | —                        |
| 2013  | —                          | —                    | 1er tour (1/32) F. Mayer | T. C. Huey D. Inglot     | —                            | —                      | 1er tour (1/32) F. Mayer | M. Granollers Marc López |
| 2014  | 1er tour (1/32) F. Mayer   | A. Seppi P. Starace  | —                        | —                        | —                            | —                      | —                        | —                        |

N.B. : le nom du ou de la partenaire se trouve sous le résultat ; le nom des ultimes adversaires se trouve à droite.

## Parcours dans lesMasters 1000
| Année | Indian Wells           | Miami               | Monte-Carlo | Madrid              | Rome | Canada               | Cincinnati | Shanghai | Paris |
| ----- | ---------------------- | ------------------- | ----------- | ------------------- | ---- | -------------------- | ---------- | -------- | ----- |
| 2011  | 1er tour J. Tipsarević | 1er tour M. Ilhan   | —           | —                   | —    | 1er tour F. Verdasco | —          | —        | —     |
| 2012  | 1er tour Denis Kudla   | 1er tour Ivan Dodig | —           | —                   | —    | —                    | —          | —        | —     |
| 2013  | —                      | 3e tour J. Melzer   | —           | 1er tour N. Almagro | —    | —                    | —          | —        | —     |
| 2014  | 1er tour Lu Yen-hsun   | —                   | —           | —                   | —    | 1er tour Tim Smyczek | —          | —        | —     |

N.B. : sous le résultat se trouve le nom de l’ultime adversaire.